# Christopher Hill (storico)
John Edward Christopher Hill (York, 6 febbraio 1912 – Chipping Norton, 23 febbraio 2003) è stato uno storico britannico.
Docente al Balliol College dal 1958 al 1965, fu autore di opere storiografiche fondamentali come La Rivoluzione Inglese del 1640 (1940) e Le origini intellettuali della Rivoluzione Inglese (1965).
Era un convinto marxista.